# Vega (hordozórakéta)
A Vega egy az Európai Űrügynökség ('ESA') által tervezett négyfokozatú, kis hordozórakéta, melynek fejlesztését 1998-ban kezdték el. Első startja 2012. február 12-én volt, rakománya között volt az első magyar fejlesztésű műhold, a Masat–1 is. Kis terheket (300 kg-tól 2000 kg-ig) szállít Föld körüli alacsony, 700 km-es poláris pályára, melyekkel tudományos megfigyeléseket végeznek. Az északi félteke második legfényesebb csillagáról, a Vegáról nevezték el. Fejlesztésekor az Ariane–5 technológiáját is felhasználták. Három szilárd hajtóanyagú fokozata és egy folyékony hajtóanyagú felső modulja van.

## Története
A Vega rakéta terve Olaszországban született meg 1988-ban, melyet az Olasz Űrügynökségnek (ASI) ajánlottak a nyugdíjazott Scout rakéták helyett. A terv a Zefiro hajtóművön alapult, melyet az Ariane programból nyert tapasztalatok alapján fejlesztettek ki.
Mintegy tíz évig tartott, amíg az ajánlatból konkrét terv született az Ariane–4 és –5 szilárd hajtóanyagú gyorsítórakétái alapján, melyet az ASI és az olasz ipar bemutatott az Európai közösségnek.
A Vega program (Vettore Europeo di Generazione Avanzata) az 1990-es évek elején indult el egy tanulmánnyal, mely szerint szükség van az Ariane rakétacsalád mellett egy kis hordozórakétára, ami lehetőleg az Ariane rakéták szilárd hajtóanyagú gyorsítófokozatát használja. 
A ESA végül 1998 áprilisában fogadta el a költségvetés tervezetet, engedélyezve a fejlesztés megkezdését. Ezzel együtt eldöntötték, hogy a rakéta az Ariane–5 továbbfejlesztett gyorsítórakétájaként funkcionáljon.
2000 novemberében az ESA Ariane igazgatósági tanácsa elfogadta a Vega programot, december 15-én hivatalosan is elindulhatott a program, miután 7 ország aláírta az egyezményt.
Az rakéta első indítására 2012 februárjában került sor a francia guayanai Guyana Űrközpont ELA 1-es kilövőállásáról. A kilövőállást eredetileg az Ariane–1-es rakétákhoz használták, majd a Vega kilövéséhez újították fel a használaton kívül helyezett platformot.
A rakéták fejlesztését és gyártását az olasz ELV S.p.A vállalat (az ASI és az Avio közös vállalkozása) kezdte el, mely évi 4 kilövésre tervezte a rakétát.

## Változatok

### Vega–C
A Vega–C (Consolidation) egy fejlesztés alatt álló változat, mely hasonló áron képes nagyjából 2200 kg hasznos terhet pályára állítani.
Az első fokozata a P120C, melyet később az Ariane–6 gyorsítórakétájaként is használnának. Második fokozata a Zefiro 40 (Z40) 35 t tüzelőanyag kapacitással, ami átlagosan 1100 kN tolóerőt képes biztosítani a rakétának. Harmadik fokozatként a Vega-val megegyező Zefiro 9-el szerelik fel, a 4. fokozat a továbbfejlesztett AVUM+. Ezekkel a változtatásokkal a rakéta hossza 35 méterre, a felszálló tömege pedig 210 tonnára nő.
Első startját 2021 júniusára tervezik.

#### Vega–C Light
Az Avio vállalat fejleszt egy könnyített változatot, a P120C első fokozat nélkül. A rakéta képes lenne néhány száz kilogrammos terhek pályára állítására.

### Vega–E
A Vega–E (Evolution) a fejlesztés következő lépcsőfoka. Szemben a Vega és Vega–C változatokkal, csak négy rakétafokozat alkotja majd. Első fokozatként a P120C-t használja, másodikként a Zefiro 40-et, harmadikként pedig M10-et, az első európai metán üzemanyagú fokozatot használja majd. Első repülését 2024-re tervezik.

## Indítási napló
| Küldetés neve       | Dátum és időpont (UTC)     | Starthely        | Teher                                                                                 | Keringési pálya | Kilövés eredménye | Megjegyzés                      |
| ------------------- | -------------------------- | ---------------- | ------------------------------------------------------------------------------------- | --------------- | ----------------- | ------------------------------- |
| VV01                | 2012. február 13. 10:00    | Guyana Űrközpont | LARES, ALMASat–1, e-St@r, Goliat, Masat–1, PW-Sat-1, Robusta, UniCubeSat GG, Xatcobeo | SSO             | sikeres           | A Vega első repülése            |
| VV02                | 2013. május 7. 02:06       | Guyana Űrközpont | Proba-V, VNREDSat-1, ESTCube-1                                                        | SSO             | sikeres           |                                 |
| VV03                | 2014. április 29. 01:35    | Guyana Űrközpont | KazEOSat-1 (DZZ-HR)                                                                   | SSO             | sikeres           |                                 |
| VV04                | 2015. február 11. 02:43    | Guyana Űrközpont | Intermediate eXperimental Vehicle (IXV)                                               | Szuborbitális   | sikeres           |                                 |
| VV05                | 2015. június 22. 01:51     | Guyana Űrközpont | Sentinel–2A                                                                           | SSO             | sikeres           |                                 |
| VV06                | 2015. december 2. 04:15    | Guyana Űrközpont | LISA Pathfinder                                                                       | LEO             | sikeres           |                                 |
| VV07                | 2016. szeptember 15. 01:43 | Guyana Űrközpont | PerúSAT-1, SkySat-4, SkySat-5, SkySat-6, SkySat-7                                     | SSO             | sikeres           |                                 |
| VV08                | 2016. december 5. 13:51    | Guyana Űrközpont | GÖKTÜRK-1                                                                             | LEO             | sikeres           |                                 |
| VV09                | 2017. március 6. 01:49     | Guyana Űrközpont | Sentinel–2B                                                                           | SSO             | sikeres           |                                 |
| VV10                | 2017. augusztus 1. 01:58   | Guyana Űrközpont | OPTSAT-3000, VENµS                                                                    | SSO             | sikeres           |                                 |
| VV11                | 2017. november 7. 01:42    | Guyana Űrközpont | MOHAMMED VI - A                                                                       | SSO             | sikeres           |                                 |
| VV12                | 2018. augusztus 22. 21:20  | Guyana Űrközpont | ADM–Aeolus                                                                            | SSO             | sikeres           |                                 |
| VV13                | 2018. november 20. 01:42   | Guyana Űrközpont | MOHAMMED VI - B                                                                       | SSO             | sikeres           |                                 |
| VV14                | 2019. március 21. 01:50    | Guyana Űrközpont | PRISMA                                                                                | SSO             | sikeres           |                                 |
| VV15                | 2019. július 10. 01:53     | Guyana Űrközpont | FalconEye1                                                                            | SSO             | sikertelen        |                                 |
| VV16                | 2020. szeptember 2. 01:51  | Guyana Űrközpont | 7 mikroszatellit és 46 CubeSat                                                        | SSO             | sikeres           |                                 |
| VV17                | 2020. november 16. 01:52   | Guyana Űrközpont | SEOSAT-Ingenio, TARANIS                                                               | SSO             | sikertelen        |                                 |
| VV18                | 2021. április 28. 01:50    | Guyana Űrközpont | Pléiades Neo 3, NorSat-3, BRAVO, LEMUR-2, Tyvak-182A,                                 | SSO             | sikeres           |                                 |
| Tervezett indítások |                            |                  |                                                                                       |                 |                   |                                 |
| VV19                | 2021. június               | Guyana Űrközpont | Pléiades Neo 4                                                                        |                 |                   |                                 |
|                     | 2021. közepe               | Guyana Űrközpont | LARES 2                                                                               |                 |                   | A Vega-C változat első repülése |

### Magyar oldalak
- Boskovits Gábor: Újabb előrelépés a Vega programban. Űrvilág, 2004. június 24. (Hozzáférés: 2021. május 4.)

### Külföldi oldalak
- Vega (angol nyelven). ESA.int. (Hozzáférés: 2021. május 4.) - A Vega rakétáról az Európai Űrügynökség honlapján
- VEGA Small Launcher (angol nyelven). ESA.int. (Hozzáférés: 2021. május 4.) - A Vega elemei
- Vega overview (angol nyelven). Arainespace.com. (Hozzáférés: 2021. május 4.)
- Vega-C (angol nyelven). ESA.int. (Hozzáférés: 2021. május 4.)
- VEGA C (angol nyelven). Arainespace.com. (Hozzáférés: 2021. május 4.)
- VEGA E (angol nyelven). Avio. (Hozzáférés: 2021. május 5.)